# 山中湖畔荘清渓ユースゲストハウス
山中湖旭日丘温泉 ホテル清渓（やまなかこあさひおかおんせん ホテルせいけい）は日本青年館が運営する山梨県のホテル。昭和8年に日本青年館の分館として開業。2009年6月30日付を以ってユースホステルとしての契約を解除。清渓とは井上準之助が日銀総裁時代のときの雅号。昭和7年の暗殺で遺族が青年施設を寄贈したことにより完成した

## アクセス
- 富士山麓電鉄富士急行線（JR中央線大月乗換え）富士山駅からバス25分 ゴルフ場入口下車 徒歩2分